# Pterois sphex
El Pez León de Hawái (Pteoris Sphex) es un tipo de Pez León carnívoro que habita en el Océano Pacífico.

## Comportamiento
El Pez León de Hawái es un pez bentónico que habita oculto entre las algas o en una hendidura rocosa, en ocasiones nada cortas distancias justo a ras de sustrato, no es muy sociable    

## Distribución Geográfica
Esta especie habita en el interior de lagunas y a lo largo de las pendientes entre 3 y 120 m y en praderas de algas especialmente en el Océano Pacífico, sobre todo en las aguas marinas de Hawái, en las Islas Australes y en el sur de Japón, aparte habita desde el este de África a las Islas Marquesas.

## Características
Es una especie un poco rápida a la que perjudica la competencia alimentaria.
Se aloja en compañías con peces poco activos, suele alimentarse de guppys, pequeños crustáceos y peces aunque tolera muy bien los alimentos carnosos, es cazador nocturno y se esconde en cuevas marinas durante el día. Mide un máximo de 21 cm.